# 粉体工学
粉体工学（ふんたいこうがく）とは、多数の粒子の集合体（粉体）の物理的特性、測定方法、操作方法などを扱う工学の分野である。粒子の直径の小さな物を粉、大きな物を粒として区別することがあり、扱う対象によっては、粉粒体工学、微粒子工学とも呼ばれる。
粉体は主に固体を細かくしたもので、化学工業など工学の様々な分野で用いられている。その集合体は液体、気体、固体とは異なる独特の性質があり、生産工程において付着、飛散、閉塞などのトラブルが発生しやすい。そのため粉体の機能性や操作性を向上させるための製造方法、操作方法が研究課題となっている。
粉塵、エアロゾルなど、粉体の身体に対する有害性や環境への影響も重要な問題となっている。
『粉体』の語を日本で初めて使った研究者は寺田寅彦と言われている。

## 扱う物質
粉体として扱われる主な物質として次のようなものがある。
- 食品（小麦粉、塩、砂糖、デンプン、調味料など）
- 化粧品
- 医薬品（顆粒・粉薬等）
- 砂、セメント、ガラスビーズ
- セラミックス
- 原子力発電の燃料（二酸化ウラン粉末、MOX粉末）
- 研磨材
- 磁性体、磁気材料
- 火薬
- 顔料、塗料
- 製紙工業、ゴム、製鉄

また、物質の表面に粉体の微粒子を付着させる技術も、多くの分野に用いられている。
- ブラウン管（投影面に蛍光物質や黒鉛の微粉末が塗布されている）
- 磁気テープ（樹脂フィルムに酸化金属粉体を塗布、または蒸着）
- 電子写真（コピー、プリンター）
- 電子ペーパー

## 主な対象

### 粉体の性質
粉体の性質を検査する方法として、形状（外形、表面状態、粒径、表面積など）、力学的特性（せん断、圧縮、引張り強さなど）、粒度分布などの測定項目がある。また、液体中に分散した粉体の性質を示す指標として、表面電荷（電位・ゼータ電位）の測定も行われる。（粒度分布測定装置の項も参照）
数マイクロメートル以下の微粉体の検査では、光学的手法による観察が不可能であるため、走査形電子顕微鏡や、走査形プローブ顕微鏡が用いられる。
また、粉体の流動性や、コロイドにおける粉体の挙動、破壊現象、粉体の溶解など、動的な特性も重要な性質である。

### 粉体の充填
粉体が空間中にどのように充填されるかを調べるため、粉体の流動性、詰まりやすさなどと粒度（粒径）分布、粒子形状の関係、粉体の圧縮充填性（圧縮応力と充填率、空間率（空隙率ともいう）などの関係）などが研究されている。X線CTなどを用いて、充填状態、クラックなど粉体の内部構造を観察することもある。

### 粉体関連機器
粉体の性質について調べられた結果を、粉体を扱う機器（供給装置、管内輸送、貯蔵槽）などの設計や操作に応用したり、粉砕や化学反応などの方法を用いて、操作性を向上させるために粉体の性質を変化させたりする技術に応用する。

### 粉体を用いた加工
粉体の加工には、次のような分野がある。
- 粉体の物質表面への塗布(粉体塗装)
- 粉体を用いた物質表面の加工（研磨、化学反応など）
- 粉体の捕集、分離など